# Plataks indyjski
Plataks indyjski (Platax pinnatus) – gatunek morskiej ryby z rodziny szpadelkowatych. Bywa spotykana w hodowlach akwariowych.

## Zasięg występowania
Ocean Indyjski i Morze Czerwone

## Opis
Ciało silnie bocznie spłaszczone, wysokie, z wydłużonymi płetwami grzbietową i odbytową, obydwie w kształcie sierpa. Po rozprostowaniu płetw wysokość ryby jest większa od jej długości. Ubarwienie młodych od brązowego do czarnego, dorosłych od srebrzystego do brązowego, z pionowymi ciemnymi, czasem czarnymi pasami. Młode żerują w wodach namorzynowych zjadając zooplankton. Dorosłe ryby prowadzą zwykle samotniczy tryb życia, czasami spotykane są w małych ławicach.

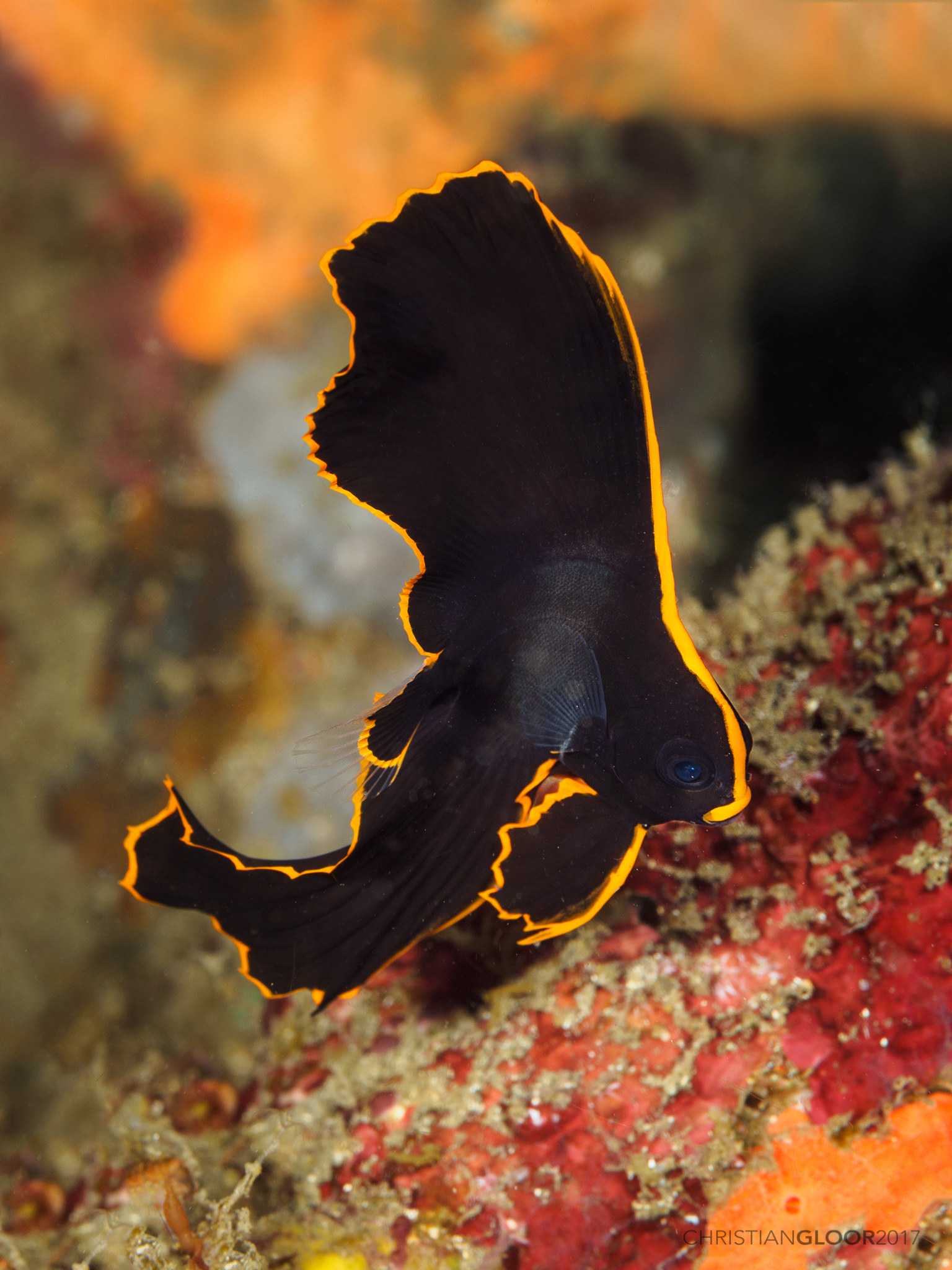
Osobnik młodociany
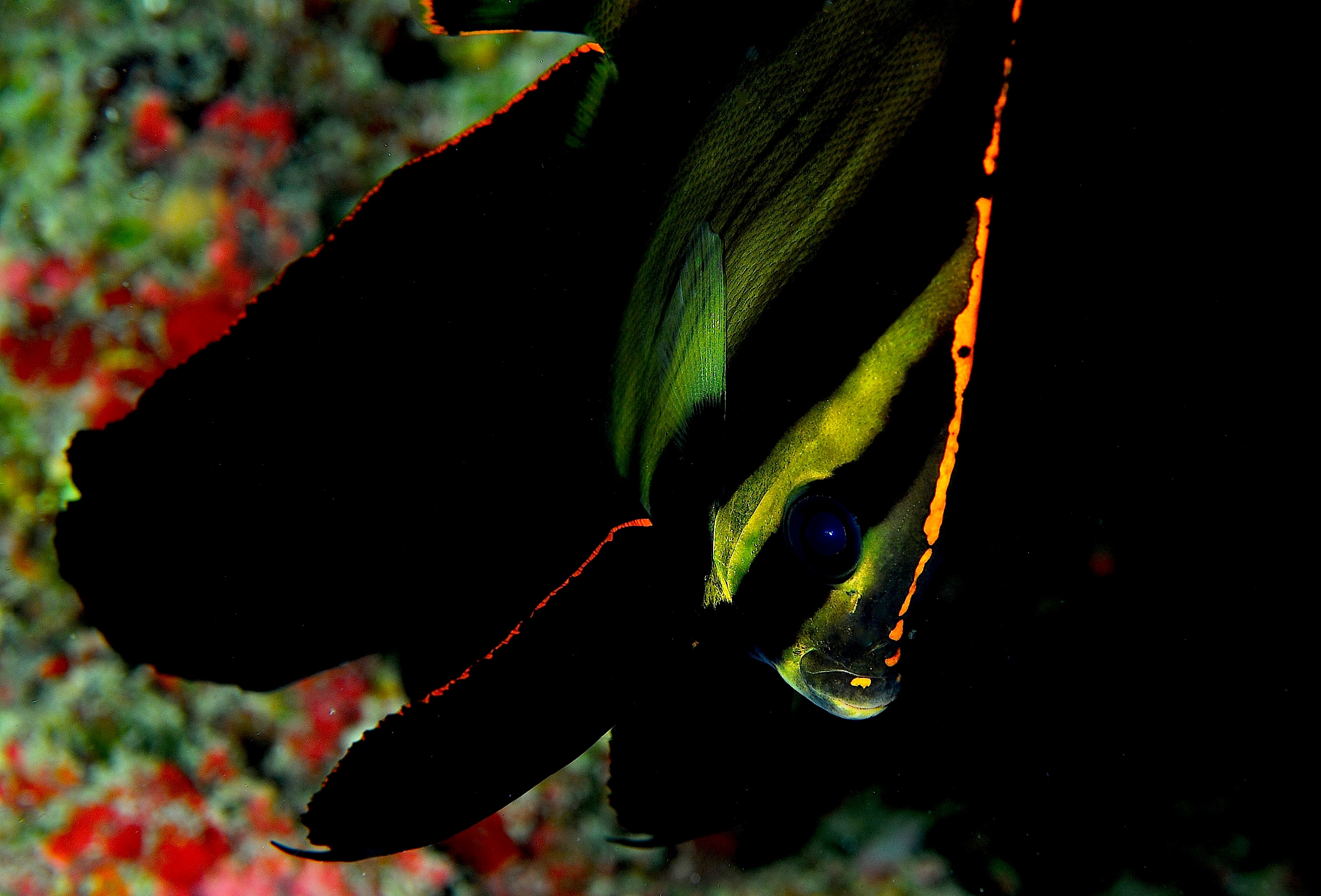
Osobnik młodociany